# Naurasjöarna (Arjeplogs socken, Lappland)
Naurasjöarna är en sjö i Arjeplogs kommun i Lappland och ingår i Skellefteälvens huvudavrinningsområde. Sjön har en area på 0,2 kvadratkilometer och ligger 433,1 meter över havet.

## Delavrinningsområde
Naurasjöarna ingår i det delavrinningsområde (733177-158991) som SMHI kallar för Utloppet av Tjårvesjåkkå. Medelhöjden är 445 meter över havet och ytan är 9,36 kvadratkilometer. Räknas de 234 avrinningsområdena uppströms in blir den ackumulerade arean 4 224,3 kvadratkilometer. Avrinningsområdets utflöde Skellefteälven mynnar i havet. Avrinningsområdet består mestadels av skog (75 procent). Avrinningsområdet har 1,97 kvadratkilometer vattenytor vilket ger det en sjöprocent på 21,1 procent.